# Macronyx flavicollis
Macronyx flavicollis е вид птица от семейство Стърчиопашкови (Motacillidae). Видът е почти застрашен от изчезване.

## Разпространение
Видът е разпространен в Етиопия.